# Giustino Durano
Giustino Durano (Brindisi, 5 maggio 1923 – Bologna, 17 febbraio 2002) è stato un attore italiano.

## Biografia

### Carriera
Uomo di teatro poliedrico, dotato di una mimica e di una duttilità vocale non comuni messi in evidenza da un fisico prestante, esordì nel 1944 in uno spettacolo per le Forze armate, diretto dal maggiore Anton Giulio Majano.
Successivamente recitò nella città di Bari, accanto a Peppino De Filippo (1947), al Teatro Puccini di Milano nell'avanspettacolo (1951), insieme a Febo Conti, e negli anni successivi lavorò con Dario Fo e Franco Parenti al Piccolo Teatro di Milano in spettacoli innovativi come Il dito nell'occhio (1952-1953) e Sani da legare (1954-1955).
Passò dal cabaret del Teatro dei Gobbi agli spettacoli da solista, per poi tornare alla rivista tradizionale con Wanda Osiris, Bramieri e Vianello. Dopo aver lavorato con Macario e Marisa Del Frate, dal 1960 si dedicò al teatro di prosa, seguendo Giorgio Strehler nel gruppo Teatro e Azione a Prato e affrontando nel tempo ruoli importanti in allestimenti di Shakespeare, Pirandello, Goldoni e Molière. Svolse anche attività radiofonica.
Dopo aver recitato e cantato al Piccolo di Milano con Milva e Franco Sportelli (1965), ebbe parti di spicco in varie operette. Tornò in radio in varie occasioni, da L'innocenza di Camilla di Massimo Bontempelli (1970, regia di Andrea Camilleri) al radiodramma di Mario Fazio e Nino Palumbo Il giornale (1972, regia di Marco Parodi) con Grassilli e Raspani Dandolo, da In viaggio con Teo di Fiocco (1979, regia di Umberto Benedetto) fino al programma satirico L'aria che tira (1981).
Durano continuò a fornire interpretazioni di primo piano anche negli ultimi anni di vita, dal cinema (La vita è bella di Roberto Benigni, 1997) all'opera lirica (Il barbiere di Siviglia di Rossini all'Opera di Roma, 1998) al teatro (E io le dico..., 2001, da lui scritto, diretto e interpretato; L'uomo la bestia e la virtù di Luigi Pirandello con Tuccio Musumeci e Ivo Garrani prodotto dal Teatro Biondo di Palermo e Annata Ricca di Nino Martoglio insieme a Tuccio Musumeci, sempre prodotto dal Teatro Biondo).

### Morte
Morì di cancro il 17 febbraio 2002, all’età di 78 anni. Riposa nel cimitero di Brindisi.

## Vita privata
Sua figlia Olga Durano divenne famosa negli anni ottanta come cabarettista: nella trasmissione Drive In, interpretava la professoressa che chiudeva i suoi sketch con il tormentone "Io non porto le mutande!"

## Omaggi
- A Brindisi, sua città natale, è stato dedicato il Liceo Musicale Statale "Giustino Durano", che si trova al piano superiore del Liceo Artistico Statale "Edgardo Simone", e una piazza "Piazzetta Giustino Durano" che fiancheggia il Teatro Comunale "Nuovo Teatro Giuseppe Verdi".

## Filmografia

### Cinema
- Rosso e nero, regia di Domenico Paolella (1954)
- Canzoni di tutta Italia, regia di Domenico Paolella (1955)
- La fortuna di essere donna, regia di Alessandro Blasetti (1956)
- Lo svitato, regia di Carlo Lizzani (1956)
- Tipi da spiaggia, regia di Mario Mattoli (1959)
- La Venere dei pirati, regia di Mario Costa (1960)
- Gordon, il pirata nero, regia di Mario Costa (1961)
- La signorina miliardo (Freddy und der Millionär), regia di Paul May (1961)
- Il segugio (Accroche-toi, y'a du vent!), regia di Bernard-Roland (1962)
- L'arciere delle mille e una notte, regia di Antonio Margheriti (1962)
- Lo squadrista, episodio di Cronache del '22 (1962)
- Venere imperiale, regia di Jean Delannoy (1962)
- Tutto è musica, regia di Domenico Modugno (1963)
- Vino, whisky e acqua salata, regia di Mario Amendola (1963)
- ...poi ti sposerò (Un Monsieur de compagnie), regia di Philippe de Broca (1964)
- Follie d'estate, regia di Carlo Infascelli, Edoardo Anton (1964)
- Io, io, io... e gli altri, regia di Alessandro Blasetti (1965)
- Caccia alla volpe, regia di Vittorio De Sica (1966)
- I due sanculotti, regia di Giorgio Simonelli (1966)
- Bang Bang Kid, regia di Giorgio Gentili (1967)
- Come rubare un quintale di diamanti in Russia, regia di Guido Malatesta (1967)
- Il magnifico Bobo (The Bobo), regia di Robert Parrish (1967)
- Violentata sulla sabbia, regia di Renzo Cerrato (1971)
- Salvo D'Acquisto, regia di Romolo Guerrieri (1975)
- La vita è bella, regia di Roberto Benigni (1997)
- Fate un bel sorriso, regia di Anna Di Francisca (1999)
- Amici Ahrarara, regia di Franco Amurri (2001)
- Andata e ritorno, regia di Alessandro Paci (2003)

### Televisione
- Teatrino in scatola, regia di Daniele D'Anza - varietà (1954)
- Il telecipede, regia di Daniele D'Anza - varietà (1955)
- Il caso Maurizius, regia di Anton Giulio Majano - sceneggiato televisivo (1961)
- Il boia di Siviglia, regia di Eros Macchi (1963)
- L'assassino, atto unico di Kurt Goetz, regia di Enrico Colosimo, trasmesso il 15 agosto 1963.
- Le spie (I Spy) – serie TV, episodio 2x09 (1966)
- Il conte di Montecristo, regia di Edmo Fenoglio - sceneggiato televisivo (1966)
- David Copperfield, regia di Anton Giulio Majano - sceneggiato televisivo (1966)
- Nel mondo di Alice, regia di Guido Stagnaro (1974)
- Fatti e fattacci, regia di Antonello Falqui - varietà (1975)
- Quello della porta accanto, regia di Stefano De Stefani - miniserie TV (1975)
- Villa Arzilla, regia di Gigi Proietti - serie TV (1990)
- La crociera, regia di Enrico Oldoini - miniserie TV (2001)

## Discografia parziale

### Singoli
- 1960 - Kriminal Tango

### Partecipazioni
- 2000 - Giorgio Conte L'ambasciatore dei sogni, voce nel brano Il veglione del '99